# Hans Rinn (Rennrodler)

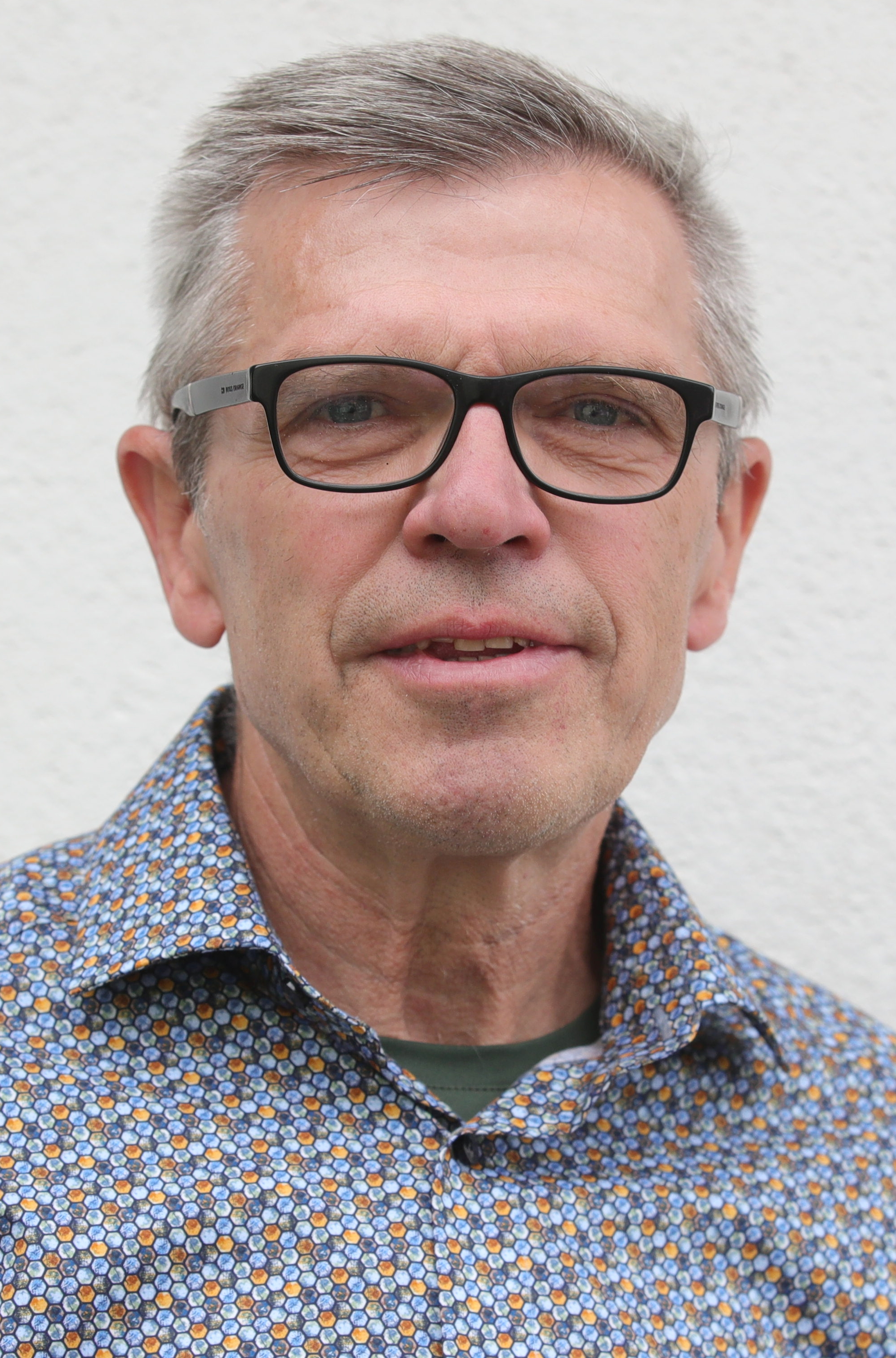
Hans Rinn (2022)

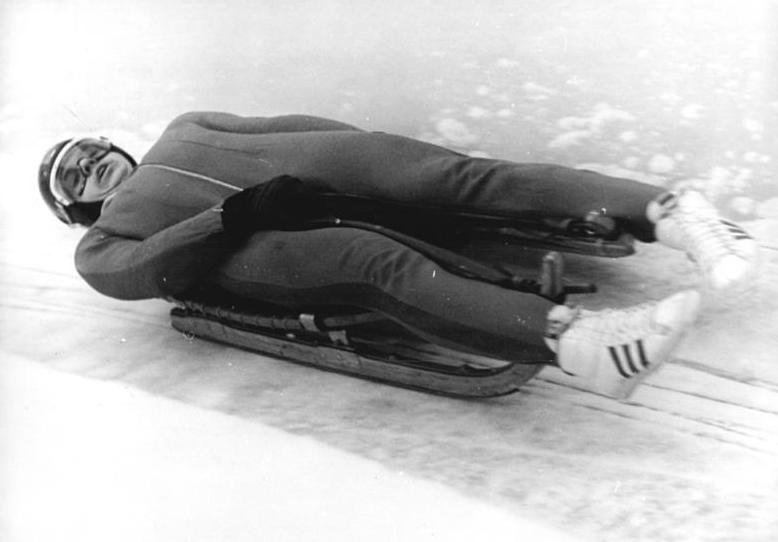
Hans Rinn (1974)

Hans Rinn (* 19. März 1953 in Langewiesen) ist ein ehemaliger deutscher Rennrodler.
Hans Rinn startete für den ASK Vorwärts Oberhof. Bei den Olympischen Spielen 1976 in Innsbruck gewann er mit Norbert Hahn Gold im Doppelsitzer und Bronze im Einsitzer. Vier Jahre später gewann er bei den Olympischen Spielen in Lake Placid Gold ebenfalls im Doppelsitzer. Außerdem wurde er 1973, 1974, 1978 und 1979 Europameister im Einsitzer, 1973, 1975 und 1980 Europameister im Doppelsitzer, 1973 und 1977 Weltmeister im Einsitzer sowie 1977 Weltmeister im Doppelsitzer. 1982 trat er bei den Europameisterschaften noch einmal kurzfristig im Doppelsitzer an und wurde mit Hans-Jörg Ludwig Vizeeuropameister.
Rinn absolvierte ein Studium als Ingenieur für Feinwerktechnik. Ursprünglich wollte er auf Burg Giebichenstein in Halle Formgestaltung studieren, konnte aber trotz bestandener Aufnahmeprüfung aufgrund der sportlichen Belastung das Studium nicht aufnehmen.
Nach seiner aktiven Laufbahn arbeitete Rinn, der schon als Aktiver als Tüftler galt und seine Schlitten nach eigenen Angaben immer etwas sorgfältiger als die Konkurrenz vorbereitete, als Schlittentechniker beim ASK Oberhof. Er wurde in dieser Funktion bis zum Major befördert. Nach der Wende machte er sich mit der Firma Rinn-Rutschen selbständig, die zunächst hauptsächlich Wasserrutschen und Kunststoffrodelbahnen, aber auch Rennschlitten und selbstlenkende Sommerbobs für Touristenfahrten für die Bahnen in Oberhof und Calgary produzierte. Inzwischen liegt der Schwerpunkt auf Ausbauteilen aus Kunststoff für Rettungs- und Ambulanz-Fahrzeuge.
Rinn erhielt mehrmals den Vaterländischen Verdienstorden: 1974 in Bronze sowie 1976 und 1980 in Silber. Er gehört seit 2005 der FIL Hall of Fame an. Am 29. Mai 1976 wurde ihm zur Würdigung seiner sportlichen Erfolge als Weltmeister und Olympiasieger die Ehrenbürgerschaft von Langewiesen verliehen. Seit 1980 ist Hans Rinn Ehrenbürger von Ilmenau.

## Erfolge

### Weltcupsiege
| Nr. | Datum         | Ort          | Bahn                                  |
| --- | ------------- | ------------ | ------------------------------------- |
| 1.  | 5. März 1978  | Königssee    | Kombinierte Kunsteisbahn am Königssee |
| 2.  | 13. Jan. 1979 | Hammarstrand | Bobbahn Hammarstrand                  |
| 3.  | 13. Feb. 1980 | Imst         | Rodelbahn Imst                        |

| Nr. | Datum         | Ort          | Bahn                 |
| --- | ------------- | ------------ | -------------------- |
| 1.  | 13. Jan. 1979 | Hammarstrand | Bobbahn Hammarstrand |